# Единен класификатор на населените места
Единен класификатор на населените места (ЕКНМ) е специална кодова книга, в която са описани в номериран списък всички населени места и обекти на административното деление на България.
Тъй като е създадена преди създаването на съвременното административно разделяне на страната (в периода 1972 – 1974 г.), номерацията се формира по остаряла методика (окръзи вместо области, райони и квартали вместо общини). Първоначално първите цифри са съвпадали с пощенския код на съответното административно подразделение, но с течение на годините някогашното улеснение при обработката на различни документи се е изгубило поради практиката да се запазва ЕКНМ номерът независимо от промените в пощенските кодове, а също така и заради присвояване на собствени ЕКНМ кодове на по-малки обекти (военни поделения, училища, министерства, предприятия).
През 1995 г. започва да се извършва преход от ЕКНМ към Единния класификатор на административно-териториалните и териториалните единици (ЕКАТТЕ), който официално влиза в сила на 10 август 1999 г. с Решение №565 на Министерския съвет.